# RIZIN.42
RIZIN.42（ライジン・フォーティートゥー）は、日本の総合格闘技団体「RIZIN」の大会の一つ。
2023年5月6日に東京都江東区有明アリーナで開催された。本大会は同会場で行われた初の総合格闘技大会でもある。

## 概要
RIZIN LANDMARK 5からわずか一週間後に行われた今大会は、第4代RIZINバンタム級王者・堀口恭司が2023年3月6日付での自身のフライ級転向に伴うバンタム級王座返上を受け、7月30日の超RIZIN.2で行われる第5代バンタム級王座決定戦進出を賭けたバンタム級マッチ2試合がダブルメインとして行われ、RIZIN.33以来約1年半ぶりの参戦となる朝倉海が復帰戦として元谷友貴と、井上直樹がRIZIN.40の『RIZIN×BELLATOR 全面対抗戦』の次鋒戦でキム・スーチョルに判定勝ちを収めたフアン・アーチュレッタとそれぞれ対戦し、アーチュレッタが判定勝ち、朝倉が3RKO勝ちを収め、両者によるバンタム級王座決定戦が決定した。
キックボクシングのYA-MANが三浦孝太とMMA特別ルールで対戦したほか、K-1を離脱した安保瑠輝也と城戸康裕、そしてK-1 WORLD MAX 2004・2006王者のムエタイ世界王者ブアカーオ・バンチャメークといったK-1出場経験を持つ3人がキックボクシングルールで参戦し、ブアカーオが安保と、城戸が木村"ケルベロス"颯太とそれぞれ対戦し、城戸が木村に判定負け、ブアカーオと安保は互角の攻防を繰り広げ判定0-0のドローとなった。ブアカーオ vs. 安保戦ではブアカーオと2度対戦した元キックボクサーの魔裟斗がPPV生中継のゲスト解説を担当した。
地上波では三重テレビ放送で5月30日夜8時から115分枠で放送。

## 対戦カード
第1試合 キックボクシングルール 69.0kg契約ワンマッチ 3分3R
×  城戸康裕 vs.  木村"ケルベロス"颯太 ○
3R終了 判定0-3
第2試合 MMAルール 57.5kg契約ワンマッチ 5分3R
○  ラマザン・テミロフ vs.  浜本"キャット"雄大 ×
1R 4:06 TKO（グラウンドパンチ）
第3試合 MMAルール 66.0kg契約ワンマッチ 5分3R
×  山本琢也 vs.  横山武司 ○
1R 1:24 アームバー
※山本が前日計量で規定体重を1.6kgオーバーしたため、横山が勝利した場合のみ公式記録となり、山本にレッドカード提示によるペナルティ（50％減点）が与えられた状態から試合が行われた。
第4試合 MMAルール 57.0kg契約ワンマッチ 5分3R
×  伊藤裕樹 vs.  山本アーセン ○
3R終了 判定0-3
第5試合 MMAルール 71.0kg契約ワンマッチ 5分3R
×  岸本篤史 vs.  ビクター・コレスニック ○
2R 2:57 TKO（スタンドでのキック）
第6試合 MMAルール 66.0kg契約ワンマッチ 5分3R
○  佐々木憂流迦 vs.  ボイド・アレン ×
3R終了 判定3-0
第7試合 MMAルール 66.0kg契約ワンマッチ 5分3R
×  芦田崇宏 vs.  摩嶋一整 ○
1R 4:43 ヴォンフルー・チョーク
第8試合 MMAルール 57.0kg契約ワンマッチ 5分3R
○  ジョン・ドッドソン vs.  竿本樹生 ×
3R終了 判定3-0
第9試合 MMA特別ルール 66.0kg契約ワンマッチ 5分2R
×  三浦孝太 vs.  YA-MAN ○
1R 3:13 TKO（グラウンドパンチ）
第10試合 キックボクシングルール 70.0kg契約ワンマッチ 3分3R
△  ブアカーオ・バンチャメーク vs.  安保瑠輝也 △
3R終了 判定0-0（ドロー）
第11試合 MMAルール 71.0kg契約ワンマッチ 5分3R
○  ホベルト・サトシ・ソウザ vs.  スパイク・カーライル ×
3R終了 判定3-0
第12試合 MMAルール 61.0kg契約ワンマッチ 5分3R
×  井上直樹 vs.  フアン・アーチュレッタ ○
3R終了 判定0-3
※アーチュレッタがバンタム級王座決定戦進出。
第13試合 MMAルール 61.0kg契約ワンマッチ 5分3R
○  朝倉海 vs.  元谷友貴 ×
3R 2:25 KO（ボディへの膝蹴り）
※朝倉がバンタム級王座決定戦進出。

### カード変更
負傷などによるカード変更は以下の通り。
- 伊澤星花 vs. 山本美憂 → 引退試合を行う予定だった山本が練習中に右膝前十字靭帯断裂で全治6ヶ月と診断された為、RIZIN.45に延期[2]。

- 征矢貴 vs. ラマザン・テミロフ → 征矢が練習中に右膝の右内側側副靭帯部分断裂で全治10週間と診断された為、浜本“キャット”雄大が代役出場[3]。